# Vracovice, Benešov
Vracovice là một làng thuộc huyện Benešov, vùng Středočeský, Cộng hòa Séc.